# Miura (Japão)
Miura (三浦市 -shi) é uma cidade japonesa localizada na província de Kanagawa.
Em 2004 a cidade tinha uma população estimada em 50 530 habitantes e uma densidade populacional de 1 613,86 h/km². Tem uma área total de 31,31 km².
Recebeu o estatuto de cidade a 1 de Janeiro de 1955.

## Cidades-irmãs
- Suzaka, Japão
- Warrnambool, Austrália